# Ludwigshöhe (Darmstadt)

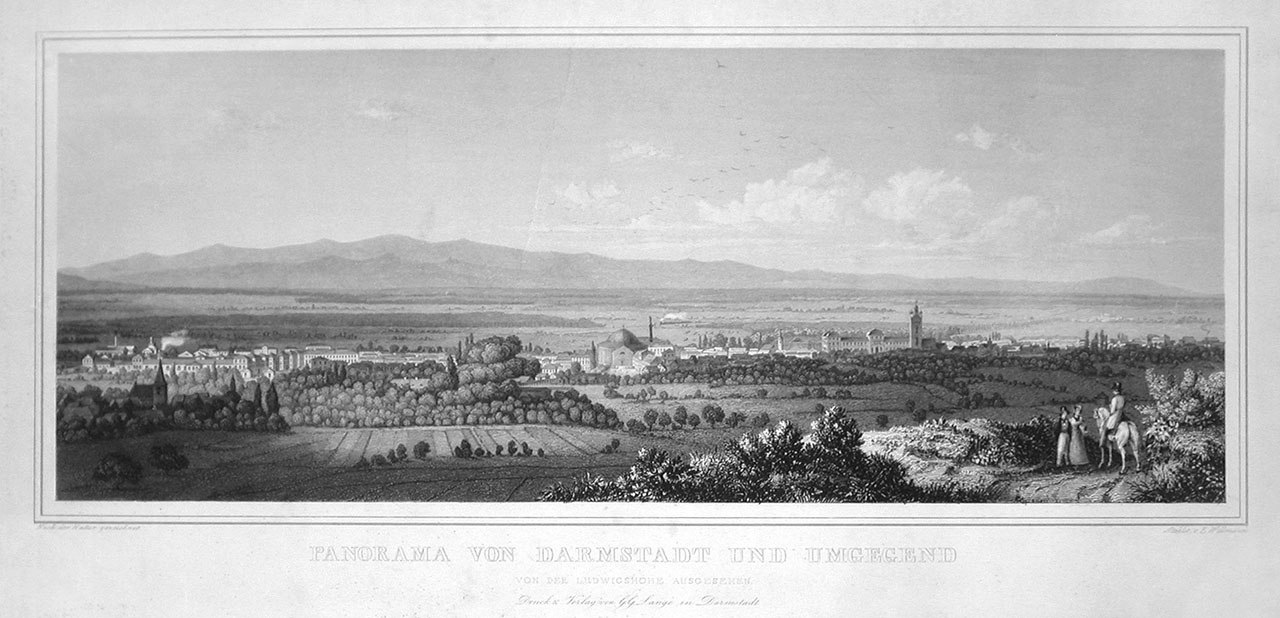
Ansicht Darmstadts von der Ludwigshöhe aus (Mitte des 19. Jahrhunderts)

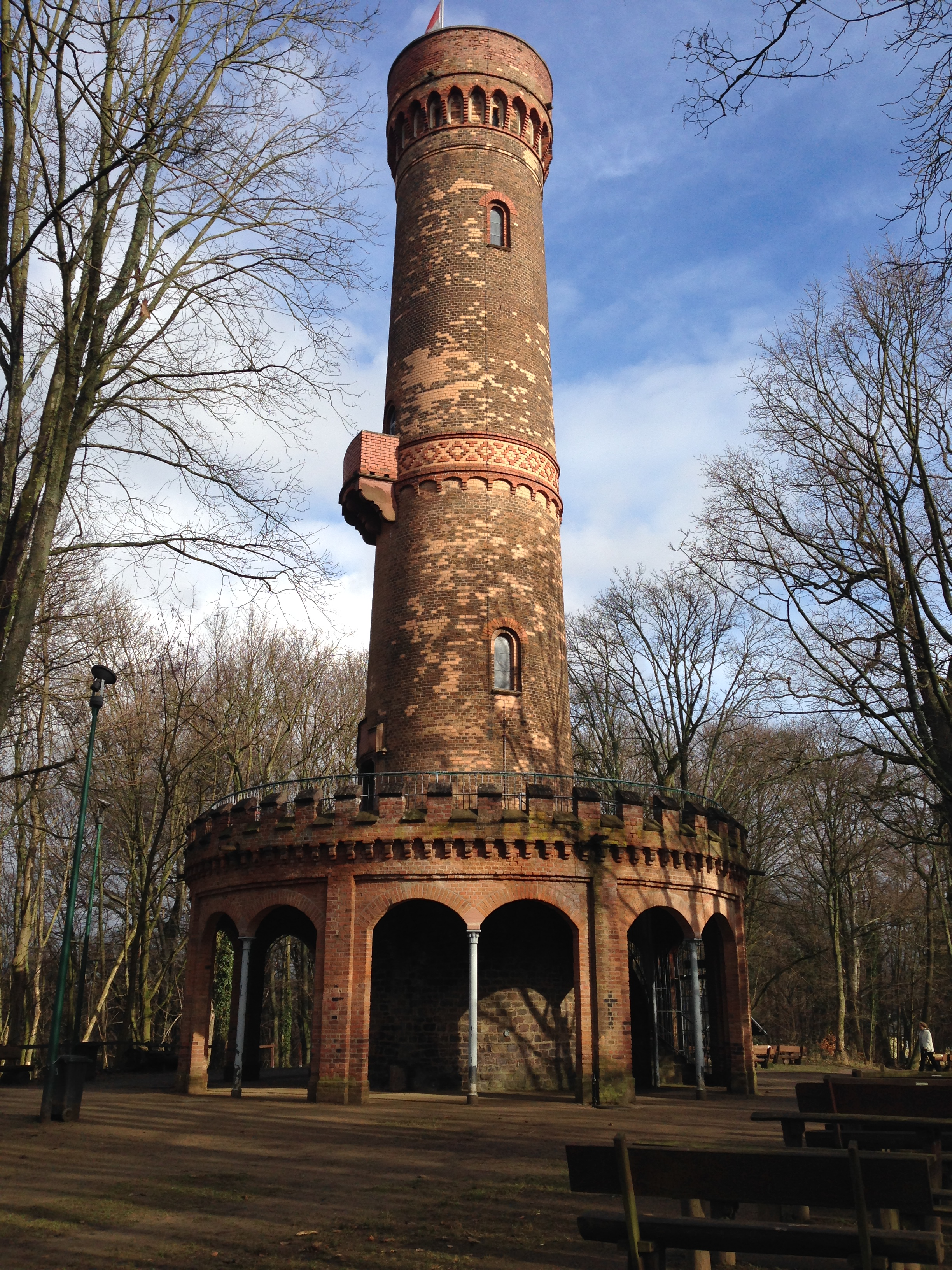
Ludwigsturm auf der Ludwigshöhe

Die Ludwigshöhe, auch Bessunger Hausberg genannt, ist eine Anhöhe und ein historischer Ausflugsort im Süden von Darmstadt und Standort des Aussichtsturms Ludwigsturm sowie der Volkssternwarte Darmstadt.

## Name
Der Name der Ludwigshöhe geht auf Großherzog Ludwig I. von Hessen und bei Rhein zurück.

## Geographie
Die Ludwigshöhe liegt im Vorderen Odenwald nordnordöstlich von Darmstadt-Eberstadt am Südrand von Darmstadt-Bessungen zu dessen Gemarkung sie gehört. Sie ist mit 242,2 m ü. NHN die höchste Erhebung von Darmstadt-Bessungen. Vom Ludwigsturm kann man im Südwesten den Pfälzerwald und die Vogesen sehen, im Westen den Donnersberg, und im Nordwesten den Soonwald und Hunsrück, im Norden kann man außer dem Taunus mit dem Großen Feldberg und seinem ihn markierenden Fernmeldeturm bei guter Sicht auch die Frankfurter Skyline deutlich sehen.

## Geschichte
Schon Anfang des 19. Jahrhunderts als Ausflugsziel entdeckt, wuchs der Besucherstrom von Jahr zu Jahr an. Nach dem Bau eines kleinen Holztempels wurde im Jahre 1838 ein massives Gasthaus errichtet, das im Laufe der Jahre mehrfach um- und ausgebaut wurde. Gekrönt wurde das Ausflugsziel durch das Errichten eines 27,5 m hohen Aussichtsturms, dem Ludwigsturm, der durch Wilhelm Schwab, einem Gründungsmitglied der Darmstädter Bauverein AG, gespendet wurde. Das erste Ausflugslokal brannte am Ende des 19. Jahrhunderts ab. Architekt des Neubaus war Karl Hofmann 1900–1901. Auch dieser Neubau musste schon wenige Jahre später erweitert werden. Diesmal war Wilhelm Thaler der Architekt. Bis zum Beginn des Zweiten Weltkrieges war die Ludwigshöhe ein selbsternannter Luftkurort und ein beliebtes Ausflugsziel. Ein großes Hotel-Restaurant mitsamt Aussichtsterrasse, Musiktempel, Skisprungschanze und einer Bob- und einer Rodelbahn im Winter erwartete den Besucher. Während des Zweiten Weltkrieges wurde das Hotel-Restaurant durch die deutsche Luftwaffe der Wehrmacht genutzt und Ende März 1945 von ihr angezündet und gesprengt.

### Die Ludwigshöhe in den Kriegsjahren 1939–1945
Folgender Text entnommen von dem Buch Die Ludwigshöhe – Der Bessunger Hausberg.:
In den großen Kellergewölben lagerte die Wehrmacht ihre zu damaliger Zeit hochmodernen fernmelde- und funkmeldetechnischen Anlagen. Durch Tieffliegerangriffe, die den Turm und den Flakstellungen galten, wurde das Hotel in den letzten Kriegsmonaten beschädigt, jedoch nicht zerstört. Viele Angriffe verfehlten ihr Ziel, da die Ludwigshöhe strategisch sehr günstig lag. Die Zerstörung des Gebäudekomplexes hatte einen ganz anderen Grund. Nachdem die Luftwaffe gegen Ende des Krieges ihre Stellungen auf der Ludwigshöhe räumte, sollte sie auch für die Zerstörung des beliebten Ausflugsziel verantwortlich gemacht werden. Ein auf der Ludwigshöhe stationierter Major aus dem Fränkischen machte in den siebziger Jahren bei einem Besuch des alten Befehlsstandes folgende Aussage: "Nachdem es beschlossene Sache war, den Standort aufzugeben, kam von höchster Ebene aus Berlin der Befehl, das Hotel-Restaurant mitsamt den fernmeldetechnischen Anlagen zu sprengen. Nichts sollte den Alliierten an moderner Technik in die Hände fallen.‘ (Nerobefehl Adolf Hitlers am 19. März 1945).

### Der Ludwigsturm nach dem Zweiten Weltkrieg
Nach mehreren Jahren Bewirtschaftung in einer ehemaligen Wehrmachtsbaracke (Cafe-Restaurant Ludwigshöhe) östlich des Ludwigsturms gab es Pläne die Ludwigshöhe großflächig zu bebauen. Das Cafe-Restaurant Ludwigshöhe schloss Anfang der 1960er Jahre für immer seine Pforten und die Ruine des ehemals stolzen Hotel-Restaurant Ludwigshöhe wurde abgetragen. Das Großprojekt Hotel Ludwigshöhe eines großen Hotelkonzerns wurde nach einigen Jahren verworfen.
Danach ging es mit der Ludwigshöhe als familiäres Ausflugsziel wieder bergauf. Einen großen Beitrag für die Wiederherstellung dieses Ausflugsziels im kleinen Rahmen leistete dabei die Bürgeraktion Ludwigshöhe, die heutige Bürgeraktion Bessungen/Ludwigshöhe e. V. Nun erfreut sich die Ludwigshöhe mit der Einkehrmöglichkeit Ludwigsklause wieder steigender Beliebtheit.
Der Ludwigsturm ist jedoch auch während der Öffnungszeiten der Ludwigsklause noch nicht wieder begehbar. Die historische Aussichtsterrasse, unterhalb des Turms beschert dem Besucher jedoch einen imposanten Blick auf ganz Darmstadt, in die Rheinebene, bis nach Frankfurt am Main und zum Taunus. Während der Frühlings-, Sommer- und Herbstmonate weht nach altem Vorbild wieder eine Fahne auf dem Ludwigsturm und bereichert das Stadtbild Darmstadts.
Am 24. September 2007 ist der Ludwigsturm 125 Jahre alt geworden.
Der Bessunger Hausberg, die Ludwigshöhe, wird durch die „Bürgeraktion Bessungen / Ludwigshöhe e.V“ hauptsächlich „betreut“.
Ein Gedenkstein für ein Rodelunglück mit tödlichem Ausgang befindet sich in der noch eingezäunten Jefferson Village. Dieser soll aber wieder nach der Bebauung dieser Konversionsfläche allen Wanderfreunden und Interessierten zugänglich werden.
Die alte Mauer der Aussichtsterrasse und der Turm wurden von 2020 bis 2023 saniert und waren für Besucher gesperrt. Der Abschluss der Bauarbeiten wurde am 10. September 2023 im Rahmen des Tags des offenen Denkmals gefeiert.

## Sonstiges
Auf der Ludwigshöhe befindet sich auch die Volkssternwarte Darmstadt. Ebenfalls hat die Außenstelle Eschborn der Bundesnetzagentur einen Standort auf der Ludwigshöhe zur Überwachung Elektromagnetischer Verträglichkeit und Funkentstörung.

## Regelmäßige Veranstaltungen
- „Waldweihnacht auf der Ludwigshöhe“ (November / Dezember)